# Drăgănești (gmina w okręgu Neamț)
Drăgănești – gmina w Rumunii, w okręgu Neamț. Obejmuje miejscowości Drăgănești, Orțăști, Râșca i Șoimărești. W 2011 roku liczyła 1389 mieszkańców.